# Adelaide de Eschaumburgo-Lipa (1821–1899)
Adelaide de Eschaumburgo-Lipa (9 de março de 1821 – 30 de julho de 1899) foi uma princesa alemã, membro da Casa de Eschaumburgo-Lipa e princesa de Eschaumburgo-Lipa por nascimento. Através do seu casamento com Frederico, Duque de Eslésvico-Holsácia-Sonderburgo-Glucksburgo, Adelaide era cunhada do rei Cristiano IX da Dinamarca e duquesa-consorte de Eslésvico-Holsácia-Sonderburgo-Glucksburgo entre 14 de Outubro de 1878 e 27 de Novembro de 1885.

## Família
Adelaide era a segunda filha de Jorge Guilherme, Príncipe de Eschaumburgo-Lipa e da princesa Ida de Waldeck e Pyrmont. Adelaide era irmã mais nova de Adolfo I, Príncipe de Eschaumburgo-Lipa.

## Casamento e descendência
Adelaide casou-se com o príncipe Frederico de Eslésvico-Holsácia-Sonderburgo-Glucksburgo (depois duque de Eslésvico-Holsácia-Sonderburgo-Glucksburgo), segundo filho mais velho de Frederico Guilherme, Duque de Eslésvico-Holsácia-Sonderburgo-Glucksburgo e da princesa Luísa Carolina de Hesse-Cassel, a 16 de Outubro de 1841 em Buckeburgo, Eschaumburgo-Lipa. Frederico e Adelaide tiveram cinco filhos:
1. Augusta de Eslésvico-Holsácia-Sonderburgo-Glucksburgo (27 de fevereiro de 1844 – 16 de setembro de 1932), casada com o príncipe Guilherme de Hesse-Philippsthal-Barchfeld; com descendência.
2. Frederico Fernando, Duque de Eslésvico-Holsácia (12 de outubro de 1855 – 21 de janeiro de 1934), casado com a princesa Carolina Matilde de Eslésvico-Holsácia-Sonderburgo-Augustemburgo; com descendência.
3. Luísa de Eslésvico-Holsácia-Sonderburgo-Glucksburgo (6 de janeiro de 1858 – 2 de julho de 1936), casada com Jorge Vítor, Príncipe de Waldeck e Pyrmont; com descendência.
4. Maria de Eslésvico-Holsácia-Sonderburgo-Glucksburgo (31 de agosto de 1859 – 26 de junho de 1941), nunca se casou nem deixou descendentes.
5. Alberto de Eslésvico-Holsácia-Sonderburgo-Glucksburgo (15 de março de 1863 – 23 de abril de 1948), casado primeiro com a condessa Ortruda de Isemburgo e Büdingen; com descentes.Casado depois com a condessa Herta de Isemburgo e Büdingen; com descendentes.

## Títulos, formas de tratamento, honras e brasão de armas

### Títulos e formas de tratamento
- 9 de março de 1821 – 16 de outubro de 1841: Sua Alteza Sereníssima, a princesa Adelaide de Eschaumburgo-Lipa
- 16 de outubro de 1841 – 19 de dezembro de 1863: Sua Alteza Sereníssima, a princesa Frederico de Eslésvico-Holsácia-Sonderburgo-Glucksburgo, princesa de Eschaumburgo-Lipa
- 19 de dezembro de 1863 – 24 de outubro de 1878: Sua Alteza Sereníssima, a princesa Frederico de Eslésvico-Holsácia-Sonderburgo-Glucksburgo, princesa de Eschaumburgo-Lipa
- 24 de outubro de 1878 – 27 de novembro de 1885: Sua Alteza, a duquesa de Eslésvico-Holsácia-Sonderburgo-Glucksburgo, princesa de Eschaumburgo-Lipa
- 27 de novembro de 1885 – 30 de julho de 1899: Sua Alteza, a duquesa-viúva de Eslésvico-Holsácia-Sonderburgo-Glucksburgo, princesa de Eschaumburgo-Lipa

## Genealogia
| Adelaide de Eschaumburgo-Lipa | Pai: Jorge Guilherme, Príncipe de Eschaumburgo-Lipa | Avô paterno: Filipe II, Conde de Eschaumburgo-Lipa  | Bisavô paterno: Frederico Ernesto, Conde de Lipa-Alverdissen      |
| Adelaide de Eschaumburgo-Lipa | Pai: Jorge Guilherme, Príncipe de Eschaumburgo-Lipa | Avô paterno: Filipe II, Conde de Eschaumburgo-Lipa  | Bisavó paterna: Isabel Filipina de Friesenhausen                  |
| Adelaide de Eschaumburgo-Lipa | Pai: Jorge Guilherme, Príncipe de Eschaumburgo-Lipa | Avó paterna: Juliana de Hesse-Philippsthal          | Bisavô paterno: Guilherme, Conde de Hesse-Philippsthal            |
| Adelaide de Eschaumburgo-Lipa | Pai: Jorge Guilherme, Príncipe de Eschaumburgo-Lipa | Avó paterna: Juliana de Hesse-Philippsthal          | Bisavó paterna: Ulrica Leonor de Hesse-Philippsthal-Barchfeld     |
| Adelaide de Eschaumburgo-Lipa | Mãe: Ida de Waldeck e Pyrmont                       | Avô materno: Jorge I, Príncipe de Waldeck e Pyrmont | Bisavô materno: Carlos Augusto de Waldeck e Pyrmont               |
| Adelaide de Eschaumburgo-Lipa | Mãe: Ida de Waldeck e Pyrmont                       | Avô materno: Jorge I, Príncipe de Waldeck e Pyrmont | Bisavó materna: Cristiana Henriqueta de Zweibrücken               |
| Adelaide de Eschaumburgo-Lipa | Mãe: Ida de Waldeck e Pyrmont                       | Avó materna: Augusta de Schwarzburg-Sondershausen   | Bisavô materno: Augusto II, Príncipe de Schwarzburg-Sondershausen |
| Adelaide de Eschaumburgo-Lipa | Mãe: Ida de Waldeck e Pyrmont                       | Avó materna: Augusta de Schwarzburg-Sondershausen   | Bisavó materna: Cristina de Anhalt-Bernburg                       |